# Purpura thrombotique thrombocytopénique
 Mise en garde médicale
Le purpura thrombotique thrombocytopénique (PTT) ou maladie de Moschcowitz est une forme grave de microangiopathie thrombotique caractérisée par une anémie hémolytique par microangiopathie, une thrombopénie périphérique, des signes neurologiques centraux, une fièvre et éventuellement une atteinte rénale.
Il existe des formes familiales et des formes sporadiques, primitives ou secondaires. Pour les formes sporadiques secondaires de nombreuses situations physiologiques ou pathologiques sont retrouvées : grossesse, néoplasies, connectivites, infections, maladies iatrogènes.
Il s'agit d'une urgence diagnostique et thérapeutique car l'évolution spontanée en l'absence de prise en charge adaptée est rapidement fatale dans plus de 90 % des cas. Le traitement repose essentiellement sur des échanges plasmatiques et doit être entrepris le plus rapidement possible afin d'éviter la survenue de lésions irréversibles. La prise en charge est multidisciplinaire et permet actuellement une survie chez plus de 80 % des patients.

## Physiopathologie
Décrite pour la première fois par Moschcowitz (en) en 1925, elle n'est mieux comprise que depuis seulement quelques années. D'origine auto-immune, elle est due à un auto-anticorps inhibiteur rendant inactive une protéine nommée ADAMTS13, entraînant la formation de multimères du facteur de von Willebrand et une formation anormalement élevée de thrombi dans la microvascularisation.

## Signes et symptômes
La pentade classique comprend les cinq symptômes et anomalies biologiques suivants :
- symptômes neurologiques fluctuants, comme une confusion, des céphalées, des troubles visuels, des paresthésies, des crises d'épilepsie, voire un accident vasculaire cérébral ou un coma ;
- défaillance rénale ;
- fièvre ;
- thrombocytopénie (une numération plaquettaire basse), provoquant des ecchymoses voire un purpura ;
- anémie hémolytique microangiopathique (anémie et frottis sanguin caractéristique par la présence de schizocytes).

D'autres symptômes peuvent également être présents, tels qu'une fatigue, un ictère ou des urines foncées, dus à la lyse des hématies. Il peut y avoir aussi, à cause des nombreuses zones d'ischémie dans le système microvasculaire, des symptômes diffus et fluctuants, tels que des ecchymoses, une confusion, des céphalées, mais aussi des nausées et des vomissements (dues à l'ischémie dans le tractus digestif), des douleurs thoraciques (ischémie cardiaque), des crises d'épilepsie, des troubles de la vision (dus à un décollement de rétine) et des douleurs musculaires et articulaires, etc.

## Diagnostic
Il est difficile et urgent. Il n'existe pas d'examen spécifique de routine permettant de confirmer une suspicion de PTT. Le diagnostic est fait grâce à la conjonction de différents éléments, notamment le tableau clinique et les résultats de différents examens sanguins.
Historiquement le diagnostic reposait essentiellement sur la présence de la pentade de symptômes décrites dans le chapitre précédent. Actuellement on inclut également les critères diagnostiques biologiques suivants : thrombopénie, présence de schizocytes et élévation significative du taux sanguin de LDH. 
Le dosage de l'activité de l'ADAMTS-13 est souvent abaissé mais peut être normal dans un quart des cas. La recherche d'anticorps anti ADAMTS-13 est fréquemment positive mais l'absence de ces derniers n'exclue pas le diagnostic. Les résultats de ces deux tests sont toutefois tardifs et la forte suspicion clinique suffit à débuter un traitement.

## Causes
Comme d'autres anémies hémolytiques microangiopathiques (MAHAs), le PTT est provoqué par l'agrégation spontanée des thrombocytes et l'activation de la coagulation dans les petits vaisseaux sanguins. Les thrombocytes sont détruits au cours du processus de coagulation et la maille de fibrine « déchire » littéralement les hématies, causant l'hémolyse.
Il existe deux formes principales de PTT : le PTT idiopathique et le PTT secondaire. Un cas particulier est le déficit héréditaire en ADAMTS13, connu sous le nom de syndrome d'Upshaw-Schulman.

### Forme idiopathique
La forme idiopathique du PTT est d'origine auto-immune. Un auto-anticorps inhibiteur présent dans le sérum des patients atteints inactive la métalloprotéase ADAMTS13, qui permet normalement le clivage des multimères du facteur de von Willebrand.
Normalement ce facteur assure l’interaction entre les plaquettes et la paroi du vaisseau lésé et joue donc un rôle important dans l’hémostase primaire. À cause de l'inactivation d'ADAMTS13, les multimères du facteur de von Willebrand ne sont plus clivés par la voie traditionnelle;(mais peut l'être par l'intermédiaire de la plasmine), et le facteur Willebrand circule sous la forme anormale de multimères de grande taille, entrainant des phénomènes de coagulation anormaux, par activation et adhésion des plaquettes puis formation de thrombi dans la microcirculation viscérale, notamment rénale et cérébrale.
Dans la forme idiopathique, on peut observer chez la plupart des patients (80 %) une activité de l'ADAMTS13 sévèrement diminuée (< 5 % de la normale) et on trouve souvent des auto-anticorps inhibiteurs dans ce sous-groupe (44-56 %).

### Forme secondaire
Il faut rechercher d'abord une cause médicamenteuse: (Clopidogrel, interferon...)

### Syndrome de Shulman-Upshaw
On appelle syndrome d'Upshaw-Schulman une forme héréditaire de PTT ; elle est généralement due à une insuffisance héréditaire en ADAMTS13 (mutations déphasées et ponctuelles). Les patients qui présentent cette insuffisance ADAMTS13 héréditaire ont un phénotype étonnant peu sévère, mais ils développent un PTT dans des situations cliniques avec un accroissement des niveaux du facteur de von Willebrand, par exemple une infection. On rapporte que 5-10 % de tous les cas de PTT sont dus au syndrome d'Upshaw-Schulman.

## Traitement
La prise en charge de la maladie a fait l'objet de la publication de recommandations. Celle de l'« International Society on Thrombosis and Haemostasis » datent de 2020.
Depuis le début des années 1990, la plasmaphérèse reste le traitement de référence des PTT. Il s'agit d'une transfusion sanguine impliquant le prélèvement du plasma sanguin du patient par aphérèse et son remplacement par le plasma du donneur (plasma congelé frais ou cryosurnageant) ; l'intervention doit être répétée tous les jours pour éliminer l'auto-anticorps inhibiteur et faire ainsi disparaître les symptômes. Les niveaux de lactate déshydrogénase sont généralement utilisés pour surveiller l'activité de la maladie. On peut être obligé de continuer la plasmaphérèse de 1 à 8 semaines avant que les patients présentant un PTT idiopathique cessent de consommer les thrombocytes et commencent à normaliser leur hémoglobine. Aucun test de laboratoire simple (numération plaquettaire, LDH, niveau d'ADAMTS13, ou facteur inhibiteur) n'est indicatif de la récupération ; les protocoles de recherche ont utilisé l'amélioration ou la normalisation du taux de LDH pour déterminer la fin de la plasmaphérèse. Bien que les patients puissent être gravement malades pendant la phase aiguë de la maladie avec des atteintes rénale, cardiaque ou neurologique, la récupération peut être complète au bout de quelques mois, à condition qu'il n'y ait pas eu de lésions organiques irréversibles.
De nombreux patients atteints de PTT ont besoin d'une thérapie immunosuppressive supplémentaire, avec par exemple administration de stéroïdes glucocorticoïdes, de vincristine, de cyclophosphamide, voire la réalisation d'une splénectomie. Le Rituximab, un anticorps monoclonal qui cible les cellules B a été utilisé avec succès pour traiter des patients atteints de forme réfractaire de la maladie, mais peut être donnée en première intention, en association avec les échanges plasmatiques et les corticoïdes,, permettant une diminution des rechutes et de la mortalité.
Les enfants qui présentent le syndrome d'Upshaw-Schulman reçoivent du plasma toutes les trois semaines à titre prophylactique ; cela permet de maintenir des niveaux suffisamment bas d'auto-anticorps et d'assurer le bon fonctionnement de l'ADAMTS13.
Une piste de recherche serait de bloquer la fixation du facteur de von Willebrand sur les plaquettes sanguines par l'administration d'un anticorps monoclonal dirigé contre ce dernier. Le caplacizumab, un anticorps monoclonal dirigé contre le facteur de von Willebrand, a démontré une certaine efficacité. Le coût de cette molécule (2021) et ses résultats qui restent modérés, font que son utilisation doit être restreinte.

## Diagnostic différentiel
Le purpura thrombotique thrombocytopénique est à distinguer actuellement du syndrome hémolytique et urémique qui, bien que s'agissant d'un purpura thrombotique thrombocytopénique, présente des caractéristiques épidémiologiques et surtout biologiques différentes (pas d'altération de l'activité protéasique).

## Épidémiologie
Le purpura thrombotique thrombocytopénique est une maladie rare. La forme de l'adulte touche environ 1 à 3 nouvelles personnes par million et par an, alors que la forme héréditaire est encore plus rare. En France, sa prévalence est de 13 / million d’habitants, et l’incidence de 1,5 / million d’habitants / an.
Le PTT est plus fréquent chez l'adulte entre 20 et 40 ans, mais il peut également être retrouvé aux âges extrêmes de la vie, de la naissance jusqu'à 90 ans, avec un âge médian lors du diagnostic de 35 ans. Les femmes sont touchées plus souvent que les hommes : le sex ratio varie selon les sources entre 2 femmes pour 1 homme à 3 pour 2.
Il n'y a pas de différence significative selon les origines ethniques.

## Pronostic
Le taux de mortalité associé au PTT approchait les 100 % jusque dans les années 1980. Ce taux a été largement rabaissé grâce à un diagnostic plus rapide et à une amélioration du traitement par échange plasmatique.
En 2007, le taux de mortalité est d'environ 95 % pour les cas non traités. Le taux de survie est d'environ 80 à 90 % pour les patients ayant bénéficié d'un diagnostic précoce et d'un traitement adapté.
Le risque de récidive est faible chez les patients ayant une activité ADAMTS13 correcte et peut atteindre un tiers des cas dans les sept ans dans le cas contraire,.
Il peut exister également des séquelles neurologiques.

## Historique
Le purpura thrombotique thrombocytopénique a été décrit pour la première fois en 1925 par le Dr Eli Moschcowitz chez une adolescente de 16 ans qui présentait une anémie, une hématurie microscopique, et à l'autopsie des thrombi disséminés dans le système miscrovasculaire. Moschcowitz avait attribué à tort la maladie à une cause toxique.
Jonathan Davis, a contracté en juin 2006 cette maladie, obligeant son groupe, KoЯn à annuler sa venue en France et dans divers festivals européens.
Le producteur de hip-hop J Dilla décède le 10 février 2006 de cette maladie. Il avait également un lupus érythémateux disséminé.